# Кнезовец
Кнезовец је насељено место у саставу општине Шенковец у Међимурској жупанији, Хрватска. До територијалне реорганизације у Хрватској налазио се у саставу старе општине Чаковец.

## Становништво
На попису становништва 2011. године, Кнезовец је имао 413 становника.

## Попис1991.
На попису становништва 1991. године, насељено место Кнезовец је имало 376 становника, следећег националног састава:
| Попис 1991.‍  | Попис 1991.‍  | Попис 1991.‍ | Попис 1991.‍ | Попис 1991.‍ |
| ------------ | ------------ | ----------- | ----------- | ----------- |
|              |              |             |             |             |
| Хрвати       | Хрвати       |             | 367         | 97,60%      |
| Југословени  | Југословени  |             | 1           | 0,26%       |
| Словенци     | Словенци     |             | 1           | 0,26%       |
| неопредељени | неопредељени |             | 7           | 1,86%       |
| укупно: 376  |              |             |             |             |